# City of New Orleans
A City of New Orleans egy távolsági személyszállító vasúti járat az USA-ban, amelyet az Amtrak üzemeltet éjszakai menetrend szerint Chicago és New Orleans között. A vonat az Illinois Central Railroad Panama Limited utódja. Az Amtrak üzemelteti 1972 óta.
Az eredeti City of New Orleans 1947-ben indult az Illinois Central Railroad részeként, és az Egyesült Államok leghosszabb nappali személyvonata volt. A nappali vonat ezen a néven 1971-ig közlekedett, amikor Panama Limited néven éjszakai menetrendre állították át. A jelenlegi nevet 1981-ben vezették vissza, továbbra is éjszakai menetrend szerint. A vonatról szól az 1971-es "City of New Orleans" című keserédes dal, amelyet Steve Goodman írt.
A vonat egy olyan útvonalon közlekedik, amelyet így vagy úgy már több mint egy évszázada szolgálnak ki. A Panama Limited eredetileg 1911-től 1971-ig közlekedett, bár az Illinois Central már a századforduló óta Chicago-New Orleans vonatokat közlekedtetett. Chicago és az Illinois állambeli Carbondale - az útvonal északi szakasza - között az Illini és Saluki további betétjáratokat biztosít.
A 2023-as pénzügyi évben a vonat 233 876 utast szállított, ami 50,3%-os növekedést jelent a 2022-es pénzügyi évhez képest. 2016-os pénzügyi évben, az utolsó évben, amikor útvonal-specifikus bevételi adatokat adtak meg, a vonat teljes bevétele 18 706 915 dollár volt, ami 3,7%-os csökkenést jelent a 2015-ös pénzügyi évhez képest.